# 濮文波
濮文波（1870年—1960年），字秋澄、又字秋丞，安徽省蕪湖縣人，清朝政治人物。
光緒三十年，會試第258名，登進士二甲81名。授阜寧縣知縣。中华人民共和国成立后任上海市文史馆馆员。